# ماني هرنانديز
ماني هرنانديز (بالإسبانية: Manny Hernández)‏ هو لاعب كرة قاعدة مكسيكي، ولد في 7 مايو 1961 في لا رومانا في جمهورية الدومينيكان.

## وصلات خارجية
- ماني هرنانديز على موقعبيزبول رفرنس.كوم (الدوري الرئيسي) (الإنجليزية)
- ماني هرنانديز على موقعبيزبول رفرنس.كوم (الدوري الثانوي) (الإنجليزية)